# Producent (medier)
 For alternative betydninger, se Producent. (Se også artikler, som begynder med Producent)
En producent inden for underholdnings- og medieindustrien er den person, der har det øverste administrative, indholdsmæssige og økonomiske ansvar for produktionen af en film, tv-serie, musikudgivelse og lignende, men som ikke er involveret i den egentlige tekniske udarbejdelse af et værk. I den amerikanske underholdningsindustri svarer det til en "executive producer".

## Filmproducent
En filmproducent repræsenterer produktionsselskabet, har ansvaret for finansieringen af filmprojektet og overvåger typisk flere film administrativt uden at deltage i det enkelte projekt. Den person, der direkte leder den enkelte produktion økonomisk, administrativt og til dels også kunstnerisk, kaldes en filmproducer. Man kan også tale om, at det er filmselskabet som sådan, der er filmens producent.

## Executive producer
I musikindustrien bruges begrebet executive producer om den person, der har ansvaret for det forretningsmæssige aspekt af produktion, distribution og promotion i forbindelse med et album. Rollen kan bl.a. bestå i at sørge for finansiering og budgetbevilling. Til tider bidrager en executive producer med kunstneriske input, såsom hvilke sange der kommer med på det endelige album, og i hvilken rækkefølge sangene er placeret. I dette tilfælde er executive producer som regel en person, der har haft noget at sige under produceringen af nogle af sangene på albummet. Navnet på en bestemt executive producer bruges undertiden som et salgsargument over for distributørerne. I nogle tilfælde kan en executive producer være den person, der "opdagede" en bestemt artist, eller en person der repræsenter en artist, enten som agent eller advokat.